# Juha Hakola
Juha Pekka Hakola (ur. 27 października 1987 w Espoo) – fiński piłkarz występujący na pozycji napastnika. Od 2013 jest zawodnikiem klubu Kuopion Palloseura.

## Kariera klubowa
Hakola seniorską karierę rozpoczynał w drugoligowej drużynie Klubi-04, będącej rezerwami HJK Helsinki. W 2007 roku odszedł do estońskiej Flory Tallinn. W tym samym roku został wybrany piłkarzem roku Meistriliigi. W 2008 roku zdobył z klubem Puchar Estonii. Przez dwa sezony dla Flory Hakola zagrał 65 razy i zdobył 25 bramek.
Na początku 2009 roku przeszedł do holenderskiego Heraklesa Almelo. W Eredivisie zadebiutował 17 stycznia 2009 roku w zremisowanym 2:2 meczu z ADO Den Haag. 17 kwietnia 2009 roku w wygranym 4:0 spotkaniu z NAC Breda strzelił pierwszego gola w trakcie gry w Eredivisie.
Latem 2010 roku Hakola został graczem innego zespołu ekstraklasy, Willem II Tilburg. Pierwszy ligowy mecz w jego barwach zaliczył 7 sierpnia 2010 roku przeciwko Heraclesowi Almelo (0:3). Następnie w latach 2011–2013 grał w Ferencvárosi TC, a w 2013 trafił do Kuopion Palloseura. W 2014 był wypożyczony do Arisu Limassol.

## Kariera reprezentacyjna
W reprezentacji Finlandii Hakola zadebiutował 11 lutego 2009 roku w przegranym 0:1 towarzyskim meczu z Portugalią.